# Премено
Премено (итал. Premeno) — коммуна в Италии, располагается в регионе Пьемонт, в провинции Вербано-Кузьо-Оссола.
Население составляет 780 человек (2008 г.), плотность населения составляет 111 чел./км². Занимает площадь 7 км². Почтовый индекс — 28818. Телефонный код — 0323.
Покровительницей коммуны почитается святая Маргарита Антиохийская. Праздник ежегодно празднуется 20 июля.

## Демография
Динамика населения:

## Администрация коммуны
- Официальный сайт: http://www.comune.premeno.vb.it/ Архивная копия от 23 марта 2009 на Wayback Machine